# Macrorrhyncha geranias
Macrorrhyncha geranias är en tvåvingeart som först beskrevs av Friedrich Hermann Loew 1869.  Macrorrhyncha geranias ingår i släktet Macrorrhyncha och familjen platthornsmyggor.
Artens utbredningsområde är Grekland. Inga underarter finns listade i Catalogue of Life.